# ガリアーノ (バンド)
ガリアーノ（Galliano）は、1988年から1997年にかけて活動したロンドンを拠点とするアシッドジャズ・グループである。エディ・ピラーとジャイルス・ピーターソンのアシッド・ジャズ・レコーズ・レーベルと最初に契約を交わしたアーティストとなった。オリジナル・メンバーは、ロブ・ギャラガー（ボーカル、ロベルト・ガリアーノとしてクレジット）、コンスタンティン・ウィアー（ボーカル）、マイケル・スナイス（バイブ・コントローラー）、クリスピン・ロビンソン（パーカッション）であった。その他の重要なメンバーには、すべてのアルバムのレコーディングに参加したヴァレリー・エティエンヌ、キーボードのミック・タルボット、ドラムのクリスピン・テイラー、ベースのアーニー・マッコーン、ギターのマーク・ヴァンダーグヒト、アンクル・ビッグ・マン（ダンサー）とも呼ばれるスティーヴ・アミーディーなど、他のミュージシャンたちも含まれていた。
このグループの最初のシングルは、「Frederick Lies Still」と呼ばれるカーティス・メイフィールドの曲「Freddie's Dead」をリワークしたもので、1988年6月にリリースされた。また、これがアシッド・ジャズ・レーベル最初のリリース作品となった。
ガリアーノは、1994年に成功のピークを達成している。アルバム『ロング・タイム・ゴーン』は、全英アルバムチャートで8位まで上昇した。
ガリアーノは、サミュエル・L・ジャクソン主演、ケヴィン・レイノルズ監督作で1997年の映画『187 (One Eight Seven)』のタイトルバックで使用される楽曲を提供した。その曲「Slack Hands」は、1996年のアルバム『4OUR』に収録されている。
1997年、ギャラガーはガリアーノを解散し、トゥ・バンクス・オブ・フォーやアール・ジンガー（Earl Zinger、レゲエシンガー）といった他の音楽プロジェクトに関わっていたが、2024年8月に、実に27年ぶりとなる最新作『ハーフウェイ・サムホエア』（Halfway Somewhere）を発表した。

## メンバー

### オリジナル・メンバー
- ロブ・ギャラガー (Rob Gallagher) - ボーカル
- コンスタンティン・ウィアー (Constantine Weir) - ボーカル
- マイケル・スナイス (Michael Snaith) - バイブ・コントローラー
- クリスピン・ロビンソン (Crispin Robinson) - パーカッション

## ディスコグラフィ

### アルバム
- 『ビー・バップ・トゥ・ヒップ・ポップ』 - In Pursuit of the 13th Note (1991年、Talkin' Loud)
- 『ジョイフル・ノイズ・アントゥ・ザ・クリエイター』 - A Joyful Noise Unto The Creator (1992年、Talkin' Loud) ※全英28位
- 『ロング・タイム・ゴーン』 - The Plot Thickens (1994年、Talkin' Loud) ※全英8位
- 『4OUR』 - :4 (1996年、Mercury Records)
- 『ハーフウェイ・サムホエア』- "Halfway Somewhere"（2024年、Brownswood)

### ライブ・アルバム
- 『ベスト・ライヴ・アット・リキッド・ルーム』 - Live at Liquid Rooms (Tokyo) (1997年、Talkin' Loud / Mercury Records)[4]

### コンピレーション・アルバム
- What Colour Our Flag (1994年、Talkin' Loud)
- 『REMIXES』 - A Thicker Plot (remixes 93-94) (1994年、Talkin' Loud)

### シングル
- "Frederic Lies Still" (1988年)
- "Let The Good Times Roll" (1989年) ※The Quiet Boys feat. Galliano
- "Welcome To The Story" (1990年)
- "Nothing Has Changed" (1991年)
- "Power And Glory" (1991年)
- "Jus' Reach" (1991年)
- "Skunk Funk" (1992年)
- "Prince Of Peace" (1992年)
- "Jus' Reach Recycled" (1992年)
- "Long Time Gone" (1994年)
- "Twyford Down" (1994年)
- "Ease Your Mind" (1996年)
- "Roofing Tiles" (1996年)